# Lijst van Nederlandse folk- en wereldmuziekartiesten
Dit is een lijst van Nederlandse folk- en wereldmuziekartiesten. Deze lijst beperkt zich tot muzikanten en groepen met een artikel op de Nederlandstalige Wikipedia.

## Folkpop en folkrock
- Fungus

## Folkmetal
- Heidevolk

## Fries
- Irolt

## Keltisch
- Pater Moeskroen
- Rapalje
- The Royal Spuds

## Klezmer
- Klezmer Society

## Neofolk en paganfolk
- Cesair
- Leaf
- Omnia
- Shireen
- Sowulo

## Singer-songwriter en Amerikaanse folk
- The Lasses
- Ygdrassil

## Traditioneel Nederlands
- Folkcorn
- Sistrum
- Wannes Raps
- Wè-nun Henk
- Wolverlei